# Адустина
Адустина (порт. Adustina)  —  муниципалитет в Бразилии, входит в штат Баия. Составная часть мезорегиона Северо-восток штата Баия. Входит в экономико-статистический  микрорегион Рибейра-ду-Помбал. Население составляет 14 731 человек на 2006 год. Занимает площадь 619,664 км². Плотность населения — 23,8 чел./км².

## Статистика
- Валовой внутренний продукт на 2003 год составляет 47 368 020,00 реалов (данные: Бразильский институт географии и статистики).
- Валовой внутренний продукт на душу населения на 2003 год составляет 3259,12 реалов (данные: Бразильский институт географии и статистики).
- Индекс развития человеческого потенциала на 2000 год составляет 0,551 (данные: Программа развития ООН).